# Ройшле, Карл Густав
Карл Густав Ройшле (26 декабря 1812, Мерштеттен — 22 мая 1875, Штутгарт) — немецкий математик, географ и педагог.
Ройшле родился в коммуне Мерштеттене в Баден-Вюртемберге. Закончил Тюбингенский университет, где изучал математику и теологию. После окончания университета, продолжил изучать математику в течение года в Париже в течение года в Бельгии. С 1837 года Ройшле работал учителем сначала в Шентале, затем в Тюбингене (1838) и, наконец, с 1840 года в гимназии в Штутгарте, где он преподавал как профессор математики и географии.
Ройшле является автором нескольких биографий, а также книг по географии и математике. Особенно хорошо стала известна его биография Иоганна Кеплера изданная им в 1871 году. Его сын Карл Ройшле (1847—1909) тоже был математиком, он стал соучредителем математического семинара в Штутгартском университете. Ройшле умер 22 мая 1875 года в Штутгарте.
В честь Карла Ройшле в геометрии названа теорема Ройшле, описывающая свойства чевиана треугольника, пересекающихся в одной точке.